# Classe Sa'ar IV
Le unità della classe Sa'ar IV o classe Reshef sono delle unità litoranee d'attacco veloci entrate in servizio nel Corpo navale israeliano costruite in Israele successivamente alle dodici unità della classe Classe Sa'ar progettate dai cantieri tedeschi Lurssen e costruite in Francia dai Chantiers de Normandie di Cherbourg. Il loro progetto ha previsto un sostanzioso incremento di dislocamento e dimensioni rispetto alle precedenti Sa'ar, con le quali non hanno più molto in comune. La lunghezza e il dislocamento che nelle unità precedenti erano di 45 metri e di 250 tonnellate nella Sa'ar 4 sono rispettivamente di 58 metri e 450 tonnellate. Tutte le unità disponevano di aria condizionata. Le unità di questa classe, classificate come motocannoniera missilistiche, rappresentano una sorta di piccole corvette e furono costruite con un'ampia possibilità di sviluppo.
L'armamento artiglieresco era inizialmente costituito da due cannoni Otobreda 76/62 di fabbricazione italiana, della Oto Melara di La Spezia, uno prodiero e l'altro poppiero. In seguito su alcune unità il cannone di prora è stato sostituito da un sistema CIWS Phalanx Mk.15; l'armamento leggero era costituito da due mitragliere Oerlikon da 20mm e due mitragliatrici da 12,7 mm M2. L'armamento missilistico era inizialmente costituito da sei missili antinave Gabriel di fabbricazione israeliana in due lanciamissili tripli brandeggiabili, in seguito sostituiti su alcune unità da otto missili Harpoon in due lanciamissili quadrupli fissi. Le unità erano dotate di centrale di comando e controllo, dotazioni ECM e radar di navigazione e ricerca aerea e di superficie e radar di tiro "Orion" di fabbricazione italiana.
La propulsione costituita da quattro motori diesel MTU 16V396 TB82 dalla potenza totale di 13000 CV, collegati a quattro assi assi che spingono le unità ad una velocità di 33 nodi con un'autonomia di 4800 miglia a 19 nodi o 2200 miglia a 30 nodi.

## Unità
Le unità costruite furono dieci, delle quali solo due allestite in tempo per partecipare alla guerra del Kippur. Alcune unita sono state successivamente cedute a marine estere, ma prive dei missili Harpoon.
- INS Reshef: Veduta al Cile; ribattezzata Angamos
- INS Keshet: Veduta al Cile; ribattezzata Chipana
- INS Romach: Veduta al Cile; ribattezzata Casma
- INS Kidon: Smantellata. Vari sistemi vennero montati sullo scafo di un'unità della omonima classe Sa'ar 4.5 nel 1994. Lo scafo affondato come attrazione subacquea
- INS Tarshish: Smantellata. Vari sistemi furono montati sullo scafo di un'unità omonima della classe Sa'ar 4.5. Nel 1997 il vecchio scafo venne venduto al Cile come Papudo e cannibalizzato per le altre unità
- INS Yaffo: Smantellata. Vari sistemi furono montati sullo scafo di un'unità omonima della classe Sa'ar 4.5 nel 1998.
- INS Nitzachon: Riconvertita come cacciasommergibili
- INS Atzmaut: Riconvertita come cacciasommergibili
- INS Moledet: Venduta allo Sri Lanka; ribattezzata SLNS Suranimala
- INS Komemiyut: Venduta allo Sri Lanka; ribattezzata SLNS Nandimitra

## Servizio
Le prime unità della classe "Sa'ar IV" entrarono in servizio nel 1973 ed ebbero il loro battesimo del fuoco in occasione della guerra del Kippur. Nella notte del 6-7 ottobre 1973 la capoclasse "Reshev" prese parte alla battaglia di Latakia in cui le unità israeliane affondarono tutte le unità siriane che le fronteggiavano. In totale gli israeliani affondarono tre motocannoniere armate di missili Styx del tipo Osa e Komar, una torpediniera e un dragamine. La "Reshev" è stata anche la prima nave israeliana a colpire con un missile una nave nemica. A comandare l'imbarcazione era Micha Ram, che in futuro, dal 1989 al 1992, avrebbe ricoperto l'incarico di comandante in capo del corpo navale israeliano.
Il 9 ottobre la stessa capoclasse "Reshev" e la gemella "Keshet" presero parte alla battaglia di Damietta in cui le motovedette israeliane si fronteggiarono con quattro omologhe egiziane della classe Osa. Nello scontro la "Keshet" in seguito a delle avarie venne costretta a ritirarsi dal combattimento insieme ad un'altra unità tipo Sa'ar II la "Herev". Lo scontro si concluse con tre motovedette egiziane affondate a fronte di due unità israeliane danneggiate. Le due unità erano state destinate a Eilat per il controllo del golfo di Aqaba e la loro partenza pe effettuare il periplo del continente africano era prevista per il 15 ottobre, ma lo scoppio del conflitto costrinse le due navi e restare nelle acque del Mediterraneo.
L'esito dei due scontri assicurò agli israeliani la superiorità navale. Nel giro di pochi giorni la Marina Israeliana era stata in grado di dimostrare non solo il proprio ruolo, generalmente sminuito rispetto alla preponderanza degli altri corpi dell'IDF (esercito e aviazione), ma anche la propria presenza dominante nel Mar Mediterraneo sud-orientale. L'ausilio delle nuove, tecnologie sviluppate interamente in Israele, aveva dato modo di provare anche la bontà dell'industria militare israeliano, che usciva, per molti versi, dall'aiuto progettuale e produttivo degli Stati Uniti.
Le due navi, insieme alle altre unità della flotta israeliane nel corso del conflitto hanno bombardato le postazioni costiere egiziane e siriane, tra cui il 12 novembre il bombardamento dell'importante raffineria siriana di Baniyas.
Dopo la guerra, nell'aprile del 1974 le due unità furono inviate nel Mar Rosso al fine di aumentare la presenza navale in tale scenario, raggiungendo Eilat dopo 35 giorni di viaggio, avendo circumnavigato l'Africa e percorso 12790 miglia.
Le altre unità della classe entrarono in servizio nel corso degli anni settanta.
Nel 1982 le Sa'ar IV hanno partecipato all'Operazione Pace in Galilea bombardando le postazioni costiere giornaliere allo scopo di agevolare gli sbarchi delle truppe a Sidone.
Tra il 1994 e il 1998 tre unità della classe i cui nomi erano "Kidon" "Tarshish" e "Yaffo" sono state smantellate e i vari sistemi montati sullo scafo di tre della classe Sa'ar 4.5 a cui era stato assegnato lo stesso nome. Lo scafo della "Kidon" venne affondato nel 1997 davanti Shavei Zion come attrazione subacquea e come ricordo degli uomini dello Shayetet 13 caduti in Libano. Lo scafo della "Tarshish" venne venduto al Cile e la nave ribattezzata "Papudo" venne cannibalizzata per le altre unità che il Cile aveva acquistato da Israele.
Le ultime due unità rimaste in servizio "Nitzachon" e "Atzmaut" vennero riconvertite in navi antisommergibile. Le due unità vennero dotate di quattro tubi lanciasiluri da 324mm per siluri leggeri Mk 44 o Mk 46 e sonar a profondità variabile. Per far posto alle nuove apparecchiature è stato necessario eliminare in cannone poppiero Otobreda 76/62 e realizzare all'estremità poppiera una struttura che potesse accogliere il sonar filabile.

### Cessione al altre marine
La "Romach", varata nel 1973 ed entrata in servizio nel 1974, terza unità della classe ad entrare il servizio, nel 1979 venne ceduta al Cile. La nave ribattezzata "Casma" innalzò la bandiera cilena l'8 novembre del 1979, raggiungendo il Cile il 13 dicembre dello stesso anno ed è stata la prima motocannoniera missilistica della Marina cilena. L'unità venne assegnata alla "III Zona Naval" con base a Punta Arenas, successivamente l'imbarcazione dal 1990 al 1999 è stata assegnata alla "IV Zona Naval" con base operativa nella città di Iquique.
Il 30 dicembre 1980 nella base di Eilat è avvenuta la cerimonia di consegna della "Keshet" al Cile. L'imbarcazione ribattezzata "Chipana" è salpata verso il Cile nel gennaio 1981 giungendo a destinazione nel febbraio successivo, ricevendo la bandiera da combattimento a Punta Arenas il 5 novembre 1982.
Le due unità nel 1988 sono state affiancate dalle motovedette "Hez" e "Hanit" del tipo Sa'ar III che nella Marina cilena vennero ribattezzate rispettivamente "Covadonga" e "Iquique".
La capoclasse "Reshev" venne acquistata dal Cile e la cerimonia di consegna avvenne ad Haifa il 1º giugno 1997. La nave, ribattezzata "Angamos", dopo aver navigato attraverso il Mediterraneo, l'Atlantico, il Mar dei Caraibi e aver attraversato il canale di Panama ha raggiunto il successivo 29 giugno la sua base di Iquique.
Dal 2000 le tre Sa'ar IV della Marina cilena hanno la loro base a Punta Arenas inquadrate nel "Comando de Misileras Sur".
Altre due navi nel 2000 vennero cedute allo Sri Lanka.

## Varianti
La Guardia Costiera greca utilizza tre unità Sa'ar IV armate con un cannone da 30mm ed equipaggiate con una gru in coperta nello spazio riservato ai missili, mentre il Sudafrica ha acquisito una versione della Classe Sa'ar IV modificata.

### Classe Warrior
La classe Warrior, conosciuta all'epoca dell'Apartheid come classe Minister costituisce una variante della Sa'ar IV realizzata per il Sudafrica. Le navi sono delle Sa'ar IV in versione di attacco rapido. Il contratto per la costruzione di queste navi venne firmato nel 1974 con tre unità da costruire in Israele e tre in sudafrica nei cantieri Sandock Austral di Durban con un'opzione per altre tre unità negli anni seguenti. L'embargo sulla vendita delle armi decretato contro il Sudafrica il 4 novembre 1977 che significava la rinuncia a un sottomarino e alle corvette Classe A-69 che erano state ordinati alla Francia, spinse il governo sudafricano a ordinare la costruzioni delle altre tre unità opzionali da costruire in Sudafrica e furono così nove in totale le unità costruite per il Sudafrica.
Le navi costruite in Israele, partirono verso il Sudafrica con la bandiera israeliana e vennero scortate fino allo stretto di Gibilterra; non avendo sufficiente autonomia per percorrere le 7000 miglia che separavano Israele dal Sudafrica, dovettero essere rifornite da una nave da rifornimento sudafricana durante il loro trasferimento, poiché nessuno Stato africano avrebbe loro consentito di attraccare per rifornimento.
Le navi erano armate di due 76 mm, due Oerlikon da 20 mm, due mitragliatrici da 12,7 mm e sei o otto missili "Scorpion", versione sudafricana del missile Gabriel, costruita su licenza in Sudafrica.
Solamente due unità della classe sono ancora in servizio.
Le unità della classe all'epoca della loro entrata in servizio portavano i nomi di ministri sudafricani e hanno cambiato i loro nomi nel 1997 in occasione del 75º anniversario della istituzione della Marina Sudafricana.
Le motovedette SAS Jan Smuts (P1561) e SAS Frans Erasmus (P1565) raggiunsero la notorietà per avere intercettato il Gruppo da battaglia della portaerei Nimitz scortata dagli incrociatori a propulsione nucleare California e Texas. L'incidente è avvenuto il 14 gennaio 1980 è stato causa di attrito diplomatico tra i due stati, anche se è stato successivamente minimizzato da entrambe le parti.
Secondo quanto è stato reso noto pubblicamente sull'incidente, le due unità sudafricane si mossero per intercettare il gruppo di unità americane che aveva doppiato il Capo di Buona Speranza, senza essere state a loro volta identificate, e conseguentemente la "Nimitz" dovette adottare azioni evasive. Il rapporto ufficiale sui fatti ha semplicemente dichiarato che il Sudafrica si riservava il diritto di monitorare da vicino tutte le navi da guerra straniere di passaggio lungo la costa. Anche se non è mai stato ammesso, sembra probabile che le unità americane siano state colte di sorpresa dall'arrivo inaspettato e ad alta velocità (oltre 34 nodi) delle due motovedette che sfrecciavano ad alta velocità attraverso le unità navali del gruppo di battaglia.

#### Unità
- P1561 	SAS Jan Smuts -	Costruita in Israele nel 1977[6] demolita nel dicembre 2003
- P1562 	SAS Shaka  -	Costruita in Israele[6] nel 1977 ex SAS PW Botha in disarmo nel 2005 e affondata come bersaglio lo stesso anno[7]
- P1563 	SAS Adam Kok -	Costruita in Israele[6] nel 1978 ex SAS Frederick Creswell
- P1564 	SAS Sekhukhuni -	Costruita nel 1978[6] ex SAS Jim Fouché, dopo il disarmo affondata durante un'esercitazione a fuoco da un cannone da 76mm il 20 settembre 2004[7]
- P1565 	SAS Issac Dyobha -	Costruita nel 	1979[6] ex SAS Frans Erasmus
- P1566 	SAS Rene Sethren -	Costruita nel 1980[6] ex SAS Oswald Pirow, in disarmo nel 2001[7]
- P1567 	SAS Galeshewe  -	Costruita nel 1982[6] ex SAS Hendrik Mentz[7]
- P1568 	SAS Job Masego -	Costruita nel 1983[6] ex SAS Kobie Coetsee, venduta per demolizione[7]
- P1569 	SAS Makhanda -	Costruita nel 1986[6] ex SAS Magnus Malan, in disarmo[7]

## Galleria d'immagini

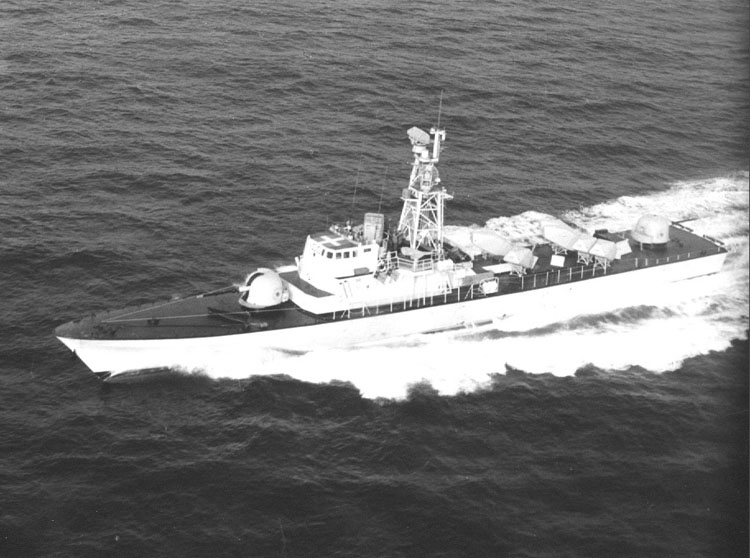
La "Keshet" nel 1973 nel Mediterraneo
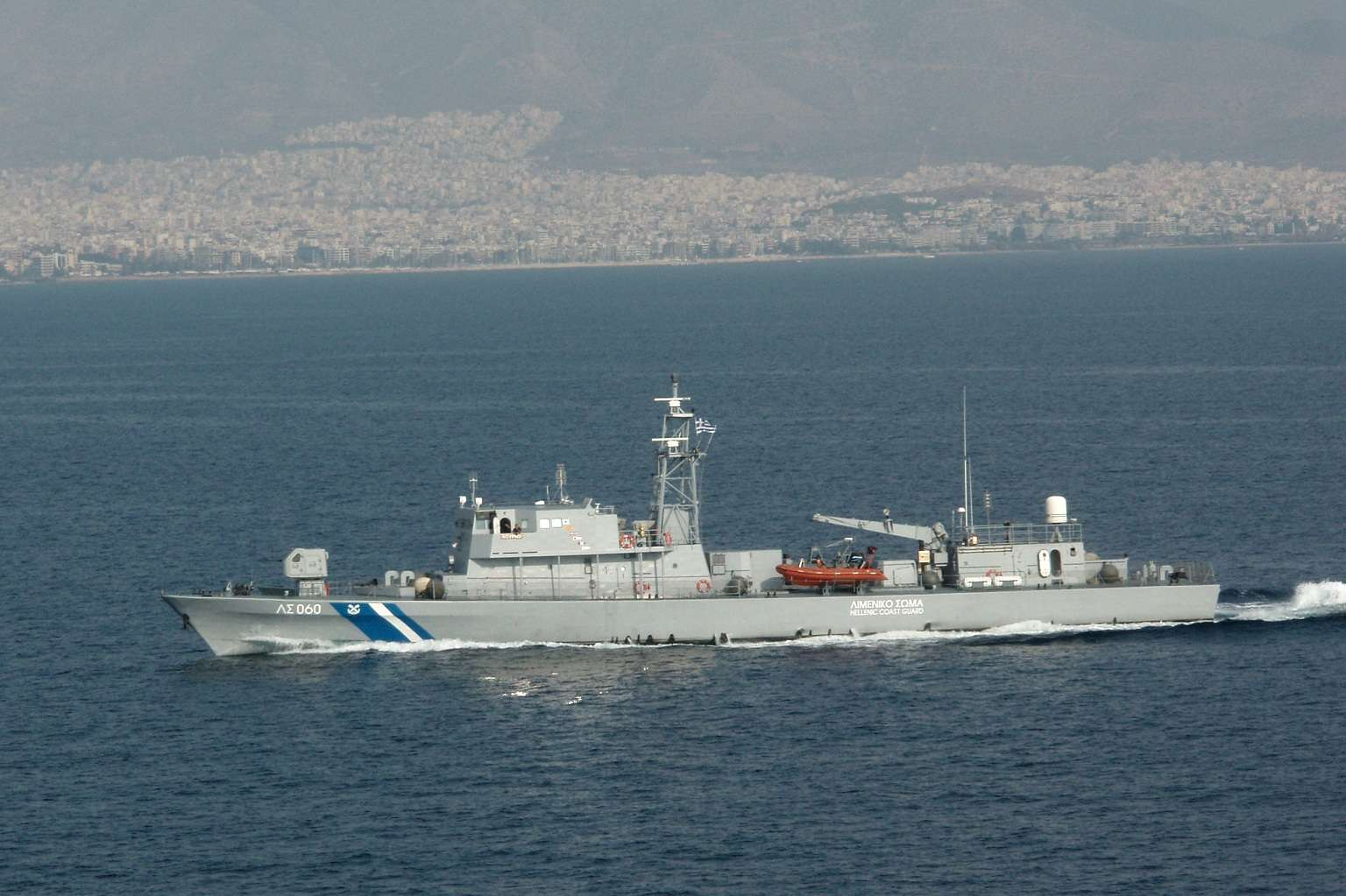
Sa'ar IV della Guardia costiera greca
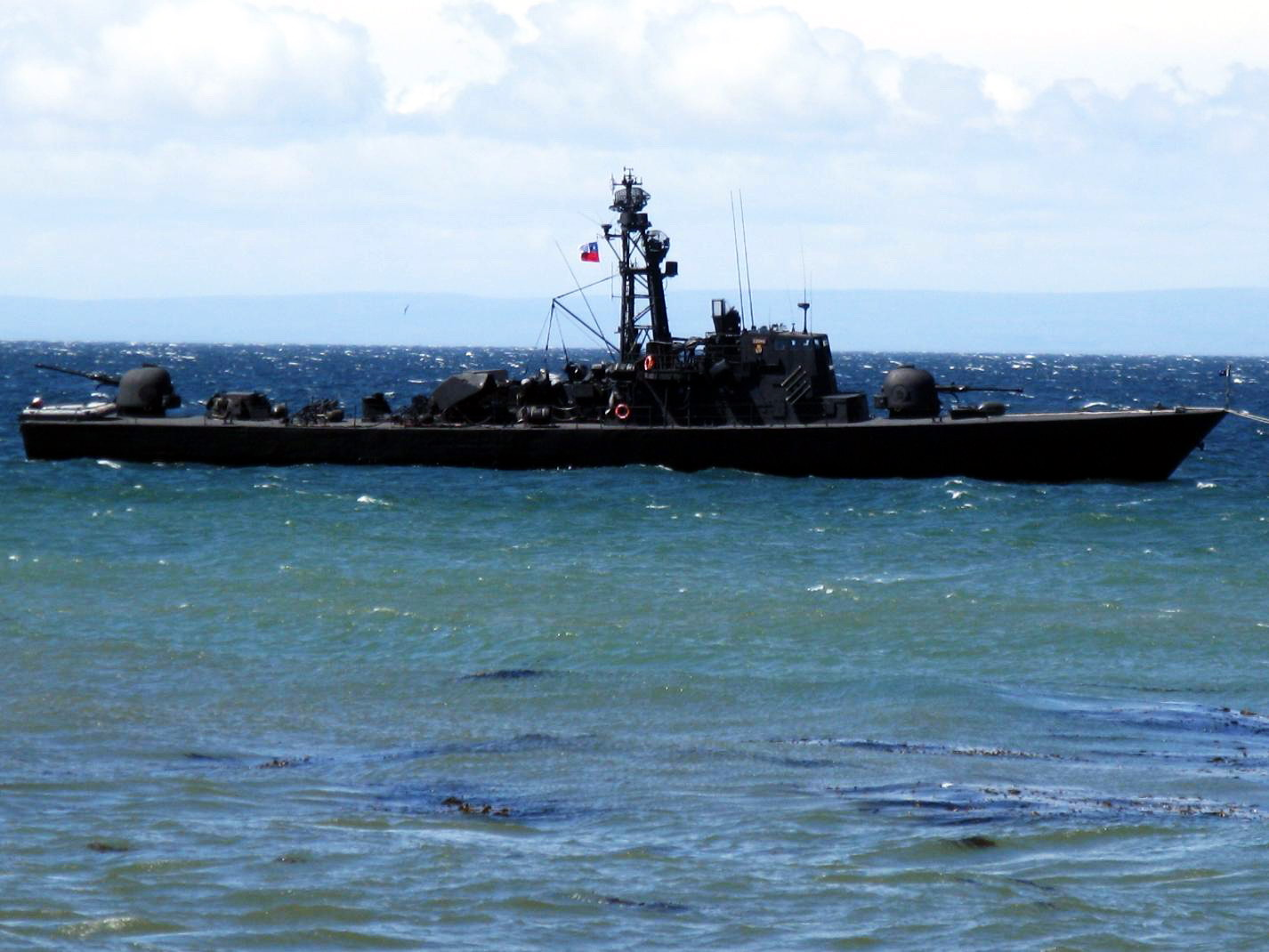
La motocannoniera cilena "Chipana"
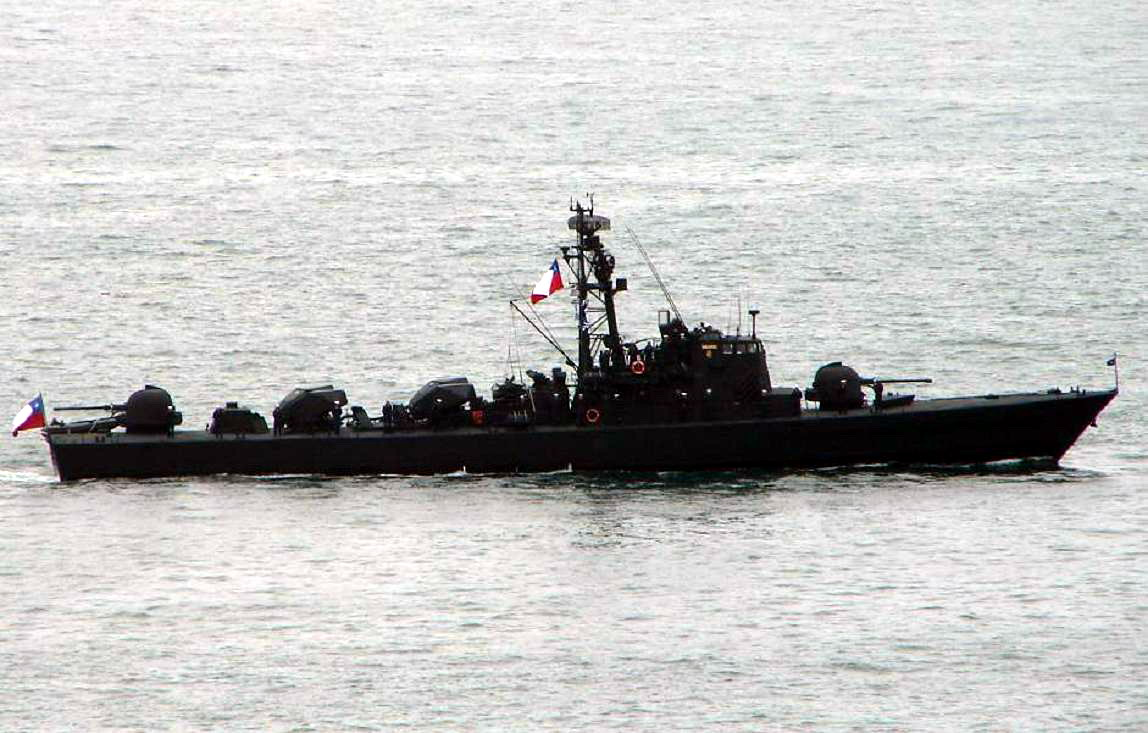
La motocannoniera cilena "Angamos"